# Bernardo Hurault
Bernardo Hurault (París, Francia, 15 de agosto de 1924-Concepción, Chile, 16 de diciembre de 2004) fue el sacerdote e investigador responsable de la traducción de la Biblia al español conocida como Biblia Latinoamericana, obra publicada en 1970, caracterizada por su lenguaje accesible y sus anotaciones que contextualizan detalles y significados que se han perdido con el tiempo. [cita requerida] Hasta la fecha se han vendido más de 36 000 000 de ejemplares. [cita requerida]
Posteriormente, en 1986 el padre Bernardo elaboró traducciones a las lenguas autóctonas de Filipinas y Taiwán. Después preparó la Biblia Pastoral en inglés, tagalo, cebuano e ilongo. En 1990, se embarcó en el proyecto de publicar una Biblia Pastoral en chino, primero para fuera de China, y, después, para el pueblo de China Continental. 
Hurault falleció, a los ochenta años, en la ciudad de Concepción, Chile, el 16 de diciembre de 2004. Sus últimos años los vivió en Filipinas, desde donde comandó los trabajos bíblicos apenas señalados para Oriente.